# Geopark Vysočina
Geopark Vysočina je přírodně, geologicky a historicky cenné území v kraji Vysočina v oblasti Javořické vrchoviny. Toto území se částečně překrývá s územím dobrovolného svazku obcí Mikroregion Telčsko, který je vedoucím subjektem geoparku. Geopark Vysočina byl zapsán Městským soudem v Praze dne 7. dubna 2010 jako obecně prospěšná společnost.

## Území geoparku
Geopark se nachází v oblasti geomorfologického celku Javořická vrchovina, který přináleží do oblasti Českomoravské vrchoviny. Z geologického hlediska jsou pro toto území charakteristické vysoce metamorfované ruly moldanubické zóny, do nichž proniká žulový centrální moldanubický pluton. Ve čtvrtohorách zde vznikla menší rašeliniště. Pro tuto oblast je charakteristické množství starých i dosud činných lomů.
Území geoparku o rozloze 180,22 km² se nachází v prostoru, ohraničeném městy Počátky a Telč a městysem Batelov. Z hlediska správních obvodů se jedná o tyto správní obvody obcí s rozšířenou působností: Telč, Pelhřimov a Jihlava. Podle místní územní působnosti jsou příslušnými obcemi Volevčice, Olší, Horní Myslová, Krahulčí, Vanov, Hostětice, Kostelní Myslová, Doupě, Borovná, Panské Dubenky, Klatovec, Řídelov, Třeštice, Horní Ves, Horní Dubenky, Jihlávka, Kaliště, Lhotka, Vanůvek, Mysletice, Růžená, Řásná, Mrákotín, Telč, Počátky, Batelov a Třešť.
Konkrétně se jedná o katastrální území Býkovec, Lhotka u Mrákotína, Hostětice, Olší u Telče, Horní Dubenky, Doupě, Borovná, Lovětín u Třešti, Vanov, Řídelov, Klatovec, Krahulčí u Telče, Panské Dubenky, Mrákotín u Telče, Nová Ves u Třešti, Řásná, Částkovice u Hostětic, Praskolesy u Mrákotína, Heřmaneč u Počátek, Léskovec, Vanůvek, Rácov, Třeštice, Jihlávka, Růžená a Kaliště u Horních Dubenek a o části katastrálních území Volevčice u Telče, Horní Ves, Kostelní Myslová, Čenkov u Třeště, Mysletice, Telč, Studnice u Telče, Horní Myslová, Počátky a Batelov.

## Národní geopark a jeho poslání
Dne 24. ledna 2017 předal ministr životního prostředí ČR Richard Brabec předsedovi Mikroregionu Telčsko a starostovi Telče Romanu Fabešovi certifikát stvrzující, že Geopark Vysočina splnil podmínky Charty národních geoparků ČR a náleží mu titul národní geopark. Tento titul je udělován na omezenou dobu čtyř let a vždy poté je jej nutno obhájit. Geopark Vysočina se tak stal v pořadí osmým národním geoparkem na území České republiky.

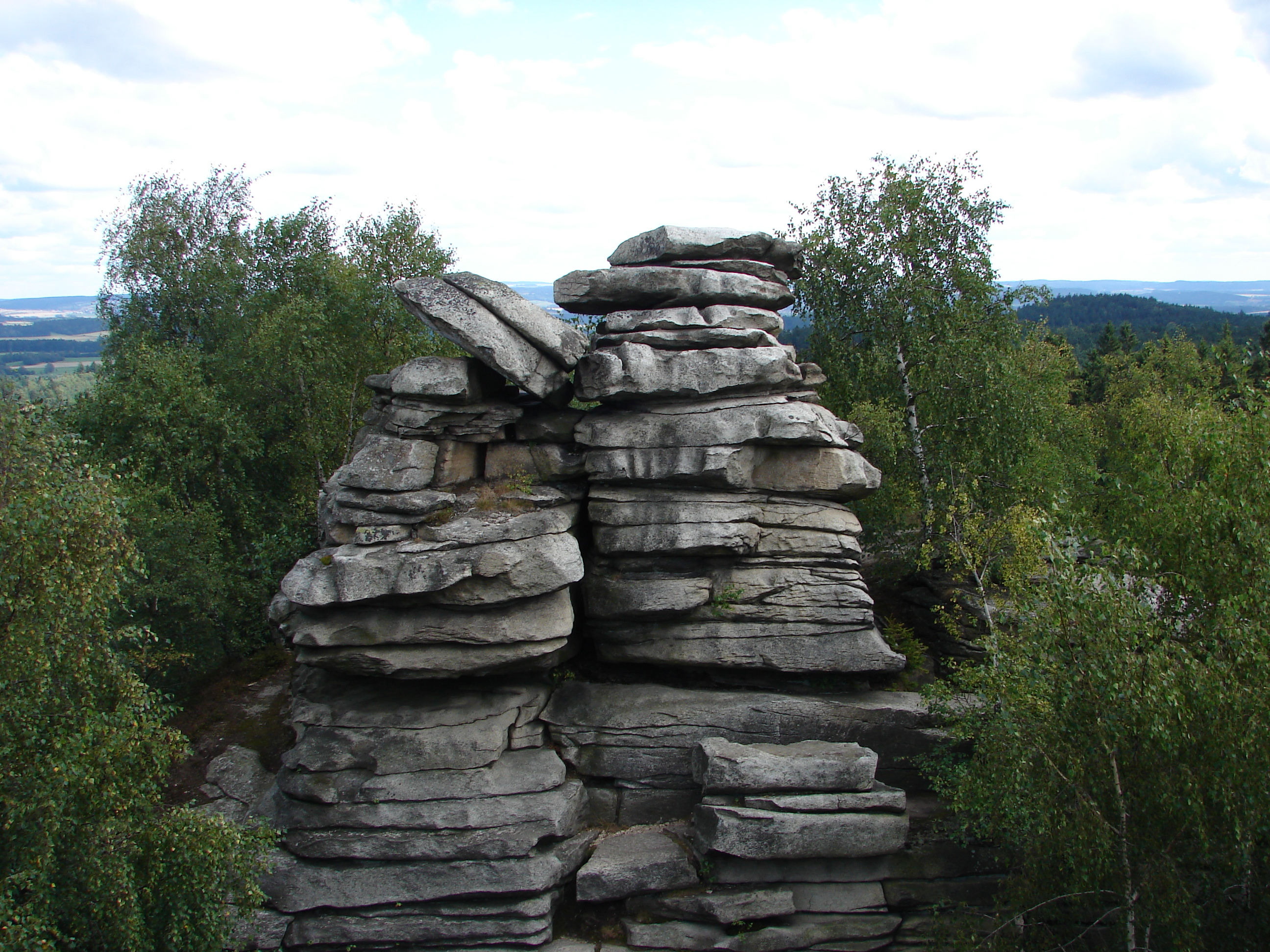
Přírodní památka Míchova skála

Hlavním posláním Geoparku Vysočina je – kromě péče a dokumentování přírodních, zejména geologických fenoménů zdejší krajiny – osvětová činnost, zpřístupňování přírodních lokalit, budování naučných stezek a rozvoj šetrného turismu.
Do roku 2017 byly na území geoparku vybudovány tři naučné stezky, které jsou soustředěny v oblasti mezi Roštejnem s přírodní rezervací Roštýnská obora a nejvyšším vrcholem Javořické vrchoviny Javořicí (837 m). Trasa dvou z těchto stezek vede i na Míchovu skálu, která byla vybrána jako symbol Geoparku Vysočina.
Podle vyjádření představitelů mikroregionu součástí dalších plánů rozvoje geoparku je vybudování dřevěné naučné stezky v korunách stromů v okolí hradu Roštejna a výstavba rozhledny na Javořici.